# Arur
Aror (sindhi: اروڙ; àrab: أرور, Arūr), Alor (àrab: الرور, ar-Rūr) o Arorkot (sindhi: اروڙ ڪوٽ) és el nom medieval de la ciutat de Rohri, a l'actual Pakistan, en alguns moments capital del Sind. El seu nom volia dir probablement capital o ciutat dels Ror. Es creu que fou la capital de rei Musicà (Musicanus), derrotat per Alexandre el Gran.

## Història
Com a Roruka, capital del regne de Sauvira, s'esmenta com un important centre comercial a la primera literatura budista. En el Chachnamah, els membres del grup Brahman es van observar a la ciutat d'Aror. Poc se sap sobre la història de la ciutat abans de la invasió àrab al segle VIII dC. Sauvīra era un antic regne de la baixa vall de l'Indus. Aror va ser la capital de la dinastia Arora, que va ser seguida per la dinastia Rai i després la dinastia Brahman que una vegada va governar el nord de Sindh. Al-Rur va ser la capital de la dinastia Ror.
Aror és la ciutat ancestral de la Comunitat Arora. El 711, Aror va ser capturat per l'exèrcit del general omeia Muhammad ibn al-Qasim.
L'any 962 va ser colpejat per un terratrèmol massiu que va canviar el curs del riu Indus i va arruïnar l'edifici de maó de fang de la ciutat, posant en joc la decadència de la ciutat i, finalment, el reassentament a Rohri, al llarg del modern -Ribes diürnes de l'Indus.
Cal destacar la mesquita anomenada d'Alamgir i una cova considerada sagrada i dedicada a la deessa Kalka Devi.

## Ruïnes
La majoria de les ruïnes d'Aror s'han perdut, encara que alguns arcs d'una mesquita construïda poc després de la invasió àrab del segle VIII continuen en peu.El temple de la cova de Kalka, un temple hindú dedicat a Kalkaan Devi, encara existeix prop de les ruïnes, i encara s'utilitza. El santuari de Chattan Shah ji Takri està construït sobre una roca alta fora de la ciutat, i tradicionalment es creu que és un company d'Alí, cosí del profeta Mahoma.